# Ghee

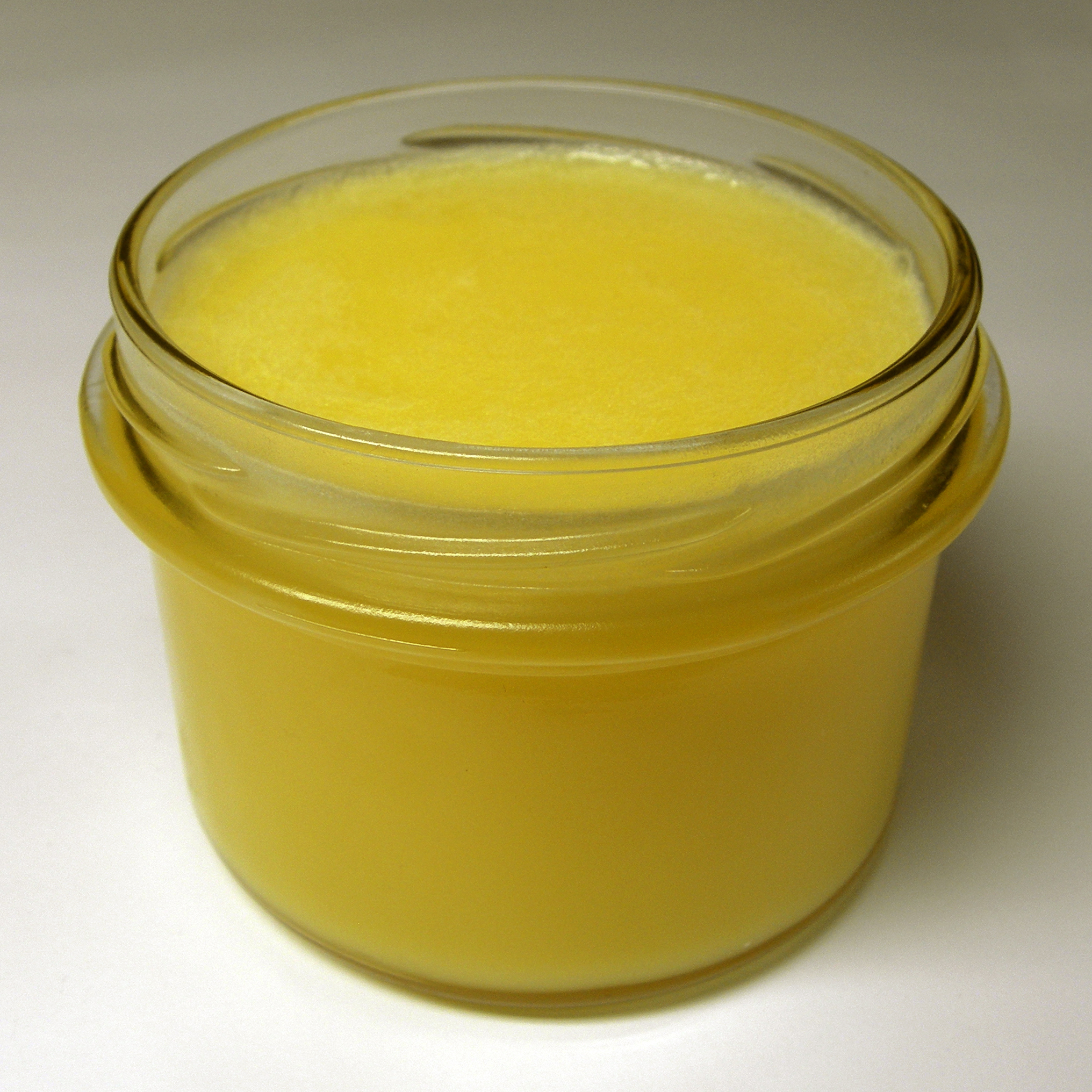
Ghee

El ghee o gui (en hindi: घी /ɡiː/, procedente del sánscrito: ghṛta घृत, «moteado»), también usli ghee («gui puro») o bien samne (en árabe: سمنة samnah), es una especie de mantequilla clarificada, originaria de la gastronomía india y paquistaní, empleada también en la gastronomía árabe. Aunque se obtenía originalmente de leche de búfalo, hoy en día se obtiene a partir de la mantequilla de leche de vaca. Constituye la parte oleosa de la mantequilla obtenida mediante la fusión lenta de la misma en un gran recipiente. Su aspecto es muy similar al de la manteca y se puede comprar en recipientes metálicos. 
La diferencia principal entre la mantequilla clarificada y el ghee es que en la primera se separa la grasa lo antes posible para evitar que se quemen los sólidos lácteos, mientras que para el segundo, se deja calentándose hasta que dichos sólidos tengan un aspecto de color marrón, dándole un aroma más dulce.
Al haber sido sometido a un proceso de calentamiento más largo que el habitual para la mantequilla clarificada, el ghee aguanta mejor las temperaturas altas, lo cual lo hace más idóneo para freír. Asimismo, este tipo de mantequilla permite largos periodos de almacenamiento debido a que durante su elaboración se han eliminado las enzimas y microorganismos encargados de su putrefacción.
Existe una variante vegetal, el vanaspati ghee, preparado a partir de aceites vegetales sujetos a un proceso de hidrogenación de forma equivalente a la fabricación de la margarina.

## Usos
Se emplea principalmente en la cocina siendo parte fundamental de algunos platos en los que se le utiliza como mantequilla para freír, en algunos casos se puede comer servido sobre chapati. 
Es uno de los componentes del polvo de khol hindú, que se utiliza tanto por mujeres como por hombres para pintar la raya de los ojos y prevenir infecciones, entrada de polvo, etc. 
Se suele aplicar con una varilla de cristal que previamente se impregna del polvo negro y se aplica desde el lagrimal, cerrando el ojo y deslizando la varilla hasta el extremo exterior, manteniéndola paralela al ojo. 
También se emplea como aceite de ungir en los ritos de Yajurveda (India). También se usa ghee en la preparación de bhang para calentar el cannabis para causar descarboxilación, lo  que hace que la bebida sea muy psicoactiva.

## Beneficios del ghee
Algunas investigaciones han evaluado los beneficios de la mantequilla ghee e indican que este tipo de grasa es efectiva para disolver algunos principios activos de las hierbas. El uso de mantequilla ghee en las comidas aumenta el porcentaje de disolución de los principios activos.
El ghee posee un mayor contenido de grasas y aporte de calorías que la mantequilla tradicional.  Cien gramos de aceite de ghee aporta 99 gramos de grasa (60% de los cuales son ácidos grasos saturados). La OMS recomienda que un máximo del 10% del total de calorías provenga de este tipo de grasas en una alimentación sana.